# شوناو ام کونیگزی
شوناو ام کونیگزی (به آلمانی: Schönau am Königsee) یک شهر در آلمان است که در بایرن واقع شده‌است.

## خصوصیات
شوناو ام کونیگزی ۱۳۱٫۶۸ کیلومترمربع مساحت دارد ۶۳۰ متر بالاتر از سطح دریا واقع شده‌است.